# Aphyosemion christyi
 Aphyosemion christyi és una espècie de peix de la família dels aploquèilids i de l'ordre dels ciprinodontiformes. Es troba a Àfrica: República Centreafricana, República del Congo i República Democràtica del Congo. Els mascles poden assolir els 6 cm de longitud total.